# Клер, Сирьель
Сирьель Клер (фр. Cyrielle Clair, 1 декабря, 1955, Париж) — французская актриса театра и кино.

## Биография
Сирьель — выпускница Сорбонны, где она получила степень магистра в области экономики.
Карьера Сирьель Клер началась в 1970 году в театре Мариньи, где она сыграла в комедии «Деловой ужин».
В 1980 году она сыграла свою первую роль в кино, снявшись в фильме Алехандро Ходоровски «Бивень».

## Избранная фильмография
- 1980: Бивень / Tusk
- 1981: Профессионал / Le Professionel
- 1983: Прекрасная пленница / La belle captive[4]
- 1983: Лето нашего пятнадцатилетия / L'été de nos quinze ans
- 1984: Легенда о сэре Гавейне и Зелёном рыцаре / Sword of the Valiant
- 1984: Красота в сердце / Le Joli Cœur
- 1986: Меч Гедеона / Sword of Gideon
- 1987: Контроль / Control
- 1995: Отверженные / Les misérables
- 2001: Королева мечей / Queen of Swords
- 2001: Мона Сабер / Mona Saber
- 2001: Роман Лулу / Le Roman de Lulu
- 2004: Выходные / Killer Weekend
- 2004: Предок / Shem
- 2004: Тройной агент / Triple Agent
- 2004: Профессионалы / San-Antonio
- 2004: Парижане / Les Parisiens
- 2006: Неуправляемый / Incontrôlable'
- 2010: Случайный муж / Un mari de trop'
- 2011: Пропавший без вести / Missing
- 2016: Франц / Frantz

## Награды
В 2001 году награждена орденом Искусств и литературы. В 2004 году — национальным орденом Почётного легиона. В 2009 году повторно отмечена орденом Искусств и литературы Франции.